# 猪砂和世
猪砂 和世（いのさこ かずよ、7月23日 - ）は、日本の女性声優、ナレーター。奈良県出身。血液型はA型。

## 人物
四天王寺学園中学校・高等学校、京都工芸繊維大学工芸学部卒業。
以前は大阪テレビタレントビューロー、ケッケコーポレーションに所属していた。2019年現在ではイノサコイノコ名義で活動している。
TBS系『明石家さんちゃんねる』専属アナウンサー試験の最終選考に残るも、選ばれず。

## 出演作品

### ゲーム
- ザ・キング・オブ・ファイターズ 2003（2003年、神楽マキ、まりん、ローズ）
- ザ・キング・オブ・ファイターズXI（2005年、まりん、桃子、ローズ）
- THE KING OF FIGHTERS ALLSTAR（2023年、神楽マキ）

### CM
- フロム・エー
- ミドリ電化（ミドリちゃん）

### ラジオ
- 王様ラジオキッズ（ラジオ関西）
- CHKハッピーマンデー（FMaiai）

### アニメ
いずれもイノサコイノコ名義
- 兵庫県明石市オリジナルアニメ「明石と時の思い出」（時のわらし（2代目））
- くまみこ（九話・徳山マチ子）
- おはよう!コケッコーさん（ピーミ、ピーツ）